# Bermudas (prenda)

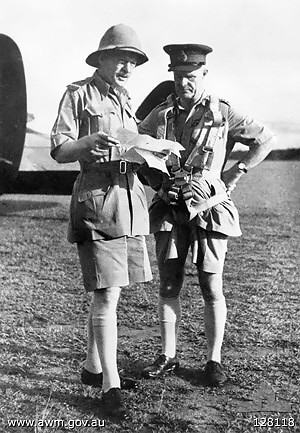
Comandantes ingleses con bermudas durante la II Guerra Mundial

Las bermudas son un tipo particular de pantalones cortos, usados extensamente como indumentaria informal tanto por hombres como por mujeres. El dobladillo se coloca alrededor de uno a cuatro pulgadas (2,5 - 10 cm) sobre la rodilla, pero puede variar según las circunstancias.

## Historia
Su nombre proviene de las Bermudas, un territorio de ultramar británico, donde se considera una indumentaria masculina apropiada para los negocios cuando están hechos de material de calidad y se llevan con calcetines largos hasta la rodilla, una camisa de vestir, corbata y chaqueta. Están disponibles en una amplia variedad de colores, incluyendo muchos modelos en colores pastel así como colores más oscuros.
Las bermudas se originaron en el ejército británico para el uso en climas tropicales y desérticos y todavía son usadas por la marina de guerra real. Se cree que el estilo fue adaptado para el uso de negocios en Bermudas, emulando la indumentaria de las fuerzas militares británicas situadas allí a comienzos del siglo XX.

## Diseño
Las bermudas no deben ser confundidas con los pantalones capri que se extienden hasta debajo de las rodillas. 
Los pantalones cargo pueden ser de una longitud similar, pero son generalmente más holgados y tienen un corte diferente al de las bermudas.